# هلبوي (فلم 2019)
هلبوي (بالإنجليزية: Hellboy) هو فيلم حركة ومغامرات وفانتازيا ورعب أمريكي صدر في 2019، مبني على الشخصية القصص المصورة من نفس الاسم من الناشر دارك هورس كومكس. والفيلم من بطولة ديفيد هاربر و‌ميلا جوفوفيتش.

## القصة
يروي الفيلم قصة البطل الخارق "هلبوي"، العالق بين عالمين متنافرين: العالم الفائق للطبيعة، والعالم البشري الاعتيادي، حيث يدحل هذه المرة في صراع مفتوح مع ساحرة من العصور البائدة أقسمت على الانتقام وعلى تدمير الجنس البشري بأكمله.

## الميزانية والإيرادات
كلف الفيلم 50 مليون دولار وحقق أرباح تقدر بـ 40 مليون دولار.

## وصلات خارجية
مقالات تستعمل روابط فنية بلا صلة مع ويكي بيانات

لا توجد روابط لمواقع التواصل الاجتماعي.